# Bulbophyllum vutimenaense
Bulbophyllum vutimenaense là một loài phong lan thuộc chi Bulbophyllum.